# Isthmohyla rivularis
Isthmohyla rivularis là một loại ếch quý hiếm thuộc họ Nhái bén. Chúng sinh sống ở Costa Rica và Panama.
Nơi sinh sống tự nhiên của chúng là sông hồ nhiệt đới và cận nhiệt đới.
Chúng bị nạn mất nơi sinh sống đe dọa. Người ta cho rằng loài này đã tuyệt chủng cuối thập niên 1980. Năm 2007, người ta lại phát hiện chúng ở Monteverde Cloud Forest của Costa Rica, and a female was spotted năm 2008.